# Wydział Grafiki Akademii Sztuk Pięknych w Warszawie
Wydział Grafiki Akademii Sztuk Pięknych w Warszawie – jeden z dziewięciu wydziałów Akademii Sztuk Pięknych w Warszawie. Jego siedziba znajduje się w pałacu Czapskich przy ul. Krakowskie Przedmieście 5.

## Struktura
- Katedra Grafiki Warsztatowej
- Katedra Komunikacji Wizualnej
- Katedra Multimediów
- Katedra Projektowania Książki i Ilustracji
- Katedra Rysunku i Malarstwa
- Zakład Teorii Wydziału Grafiki[4]

## Kierunki studiów
- Grafika[5]

## Władze[6]
- Dziekan: prof. Jacek Staszewski
- Prodziekan ds. studenckich i kształcenia: dr hab. Piotr Siwczuk
- Pełnomocnik ds. studiów niestacjonarnych: dr hab. Rafał Kochański